# ブルーホール

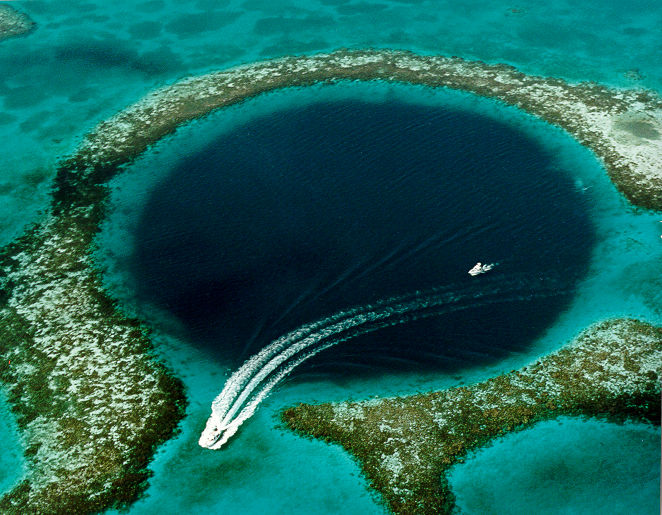
ベリーズのベリーズ珊瑚礁保護区にあるグレート・ブルーホール

ブルーホール（英：blue hole）は、かつての洞窟や鍾乳洞といった地形が何らかの理由により海中へ水没し、浅瀬に穴（hole）が空いたように見える地形である。日本では渡名喜島のものが有名。

## 一覧

### ベリーズ
カリブ海に面する中米ベリーズには世界第2位の広さのサンゴ礁があり、ベリーズ珊瑚礁保護区として世界遺産（自然遺産）に登録されている。この中のライトハウス・リーフと呼ばれるサンゴ礁には、直径313m、最深部は約130mの巨大なブルーホールがあり、グレート・ブルーホールと呼ばれている。現地の人々には「海の怪物の寝床」と呼ばれている。

### バヌアツ共和国
南太平洋・バヌアツで一番大きな島、エスピリトゥサント島の東海岸近くにわかっているだけで6つのブルーホールがある。ルーガンビルから約20kmで1番近いのがとても小さいスランダ（Suranda）ブルーホール、CIRAD農業研究所内にあるジャブリー（Jabree）ブルーホール、リリ（Riri）ブルーホール、マテブル（Matevulu）ブルーホール、ジャッキーズ（Jackie's）ブルーホール、そしてシャンパンビーチより更に北にあるブルーラグーン。それぞれに青さの色合いが違う。

### エジプト・アラブ共和国
シナイ半島のダハブ郊外にあるブルーホールは、直径60m、深さ130mほどである。ビーチの目の前にあるサンゴ礁にぽっかりと穴が開けていて、ビーチから望むことができる。穴の周りのサンゴ礁は色とりどりの珊瑚が群生し、魚たちの安住の地となっている。世界中のダイバーが訪れているが、死亡事故が多発している。

### 南シナ海
中国の研究機関は、南シナ海のパラセル諸島（西沙諸島）にあるクレスセント諸島（英語: Crescent Group、永樂環礁）東部のサンゴ礁の中にあるブルーホール（北緯16度31分30秒 東経111度46分05秒 / 北緯16.52500度 東経111.76806度）を海中探査ロボットを使って調査し、深さが300メートルに達すると発表している。これが2016年時点で世界で最も深いブルーホールとされる。中国では、このブルーホールの存在自体は以前より地元住民や漁民に知られていて「南海之眼」（南シナ海の目）や「龙洞」（竜の穴）と呼ばれていたと報道されており、三沙市政府は2016年7月24日に「三沙永楽竜洞」(Sansha Yongle Blue Hole)と名付けている。
穴の上層部では魚が20種類以上発見されているが、100メートルを超える深さになると酸素がほとんどなく、深部に生物はいないとみられる。